# Megabahita irroratus
Megabahita irroratus är en insektsart som beskrevs av Henry Fairfield Osborn 1923. Megabahita irroratus ingår i släktet Megabahita och familjen dvärgstritar. Inga underarter finns listade i Catalogue of Life.